# Samsø Rederi
Samsø Rederi is een rederij die sedert oktober 2014 het beheer van de veerbotenvloot tussen Hov in Jutland en Sælvig op het eiland Samsø organiseert. De rederij is eigendom van de gemeente Samsø.
Voor het traject Jutland-Samsø bestelde de rederij in Polen een nieuwe veerboot met twee toegangen, de M/F Samsø, met een capaciteit van 600 passagiers en 160 personenwagens; het plan was dat deze in november 2014 klaar zou zijn. Aangezien echter de boot niet tijdig gereed was, moest in plaats daarvan de M/F Ane Læsø (voorheen M/S Vesborg geheten) van de maatschappij Læsøfærgen gecharterd worden. Dit schip onderhield de route tot begin maart 2015, waarna de M/F Samsø het traject overnam, waardoor de overtocht ongeveer 60 minuten in beslag nam.
Op 18 maart 2015 ramde de M/F Samsø de aanmeerplaats in Sælvig, waarbij zowel het schip als de aanmeerplaats ernstige averij opliep. Terwijl de schade verholpen werd, moest wederom de M/F Ane Læsø gecharterd worden, die reeds op de dag na het ongeval de overvaarten hervatte. Door toedoen van de aanzienlijke schade aan de aanmeerplaats te Sælvig werd tijdelijk naar Kolby Kås verhuisd, alwaar de oude aanlegplaats weer in gebruik werd genomen.
De verbinding tussen Samsø en Seeland verloopt tussen Kolby Kås en Kalundborg en wordt door de rederij  Samsøtrafikken onderhouden.
A.P. Møller - Mærsk · Ace link · AlsFærgen · BornholmerFærgen · Bornholms Færgen af 1962 · Bornholmstrafikken · Canal Tours · Centrumlinjen · Christiansøfarten · C.K. Hansen · Clipper Group · Dampskibsselskabet Norden · Dampskibsselskabet paa Bornholm af 1866 · Dampskibsselskabet Thingvalla · Dampskibsselskabet Torm · Dampskibsselskabet Øresund · Danish Cruise Line · Dannebrog Rederi · Det Dansk-Franske Dampskibsselskab · Det Østbornholmske Dampskibsselskab · DFDS · FanøFærgen · Færgen · Færgeselskabet Læsø K/S · Peter F. Heering/Cherry Heering Line · Hjejleselskabet · J. Lauritzen · Kattegat-ruten · Københavns Kul & Koks Kompagni · LangelandsFærgen · Maersk Line · Maersk Tankers · Mols-Linien · Moltzau Line · Netto-Bådene · Randers Fjords Færgefart · Royal Arctic Line · SamsøFærgen · Samsø Rederi · Scandlines · Ove Skou Rederi · Sundbusserne · Svitzer · Det Østasiatiske Kompagni (Ø.K.) · Viking Baadene 